# Cosmin Contra
Cosmin Marius Contra (Timișoara, 15 dicembre 1975) è un allenatore di calcio ed ex calciatore rumeno, di ruolo terzino destro o centrocampista.

## Carriera

### Giocatore

#### Club
Comincia a giocare nel 1993 nel Politehnica Timișoara, con cui in tre stagioni colleziona 51 presenze e una rete prima di passare ai rivali della Dinamo Bucarest nel corso della stagione 1995-1996. Dopo quattro stagioni (102 presenze e 8 reti) si trasferisce nel 1999 nella Primera División spagnola, al Deportivo Alavés, con cui gioca per due stagioni (66 presenze, 5 gol), arrivando a disputare la finale di Coppa UEFA 2000-2001, persa ai supplementari per 5-4 contro il Liverpool: in questa competizione Contra mette a referto 11 presenze e 3 reti.
Passato al Milan nel 2001, in rossonero gioca 29 partite con 3 reti in campionato, rispettivamente contro Hellas Verona, Venezia e nel derby contro l'Inter, e 10 presenze e un gol in Coppa UEFA, dove coi rossoneri si fermano contro i tedeschi del Borussia Dortmund in semifinale. Gioca con il Milan anche il precampionato seguente, ma in occasione del Trofeo TIM 2002 è protagonista di una rissa con lo juventino Edgar Davids poi proseguita negli spogliatoi. All'inizio della stagione 2002-2003 viene così ceduto all'Atlético Madrid, dove è impiegato come titolare il primo anno (31 presenze), mentre nel successivo, complice un infortunio, mette a referto solo 3 presenze.
Nel 2004 passa in Premier League al neopromosso West Bromwich, con cui mette a referto 5 presenze, ma già a gennaio 2005 torna in patria, nelle file del club in cui è cresciuto calcisticamente, il Polithecnica Timișoara, sua prima squadra in Romania, deciso anche a ritrovare la maglia della nazionale. Alla fine della stagione riesce a collezionare altre 11 presenze e a diventare un punto fermo della squadra. Nella stagione 2005-2006 torna in Spagna, al Getafe, dove guadagna il posto da titolare (25 presenze) sotto la guida del tecnico Bernd Schuster e torna in pianta stabile fra i convocati della selezione rumena guidata da Victor Pițurcă.
Nel gennaio 2009 rescinde il proprio contratto con il Getafe per tornare a giocare nella squadra della sua città, l'FC Timișoara, e aiutarla a vincere il titolo.

#### Nazionale
Esordisce con la nazionale maggiore rumena il 24 marzo 1996 contro la Georgia, in una partita vinta dai rumeni per 5-0. Colleziona 73 partite e 7 reti con la nazionale, siglando il suo primo gol contro la Georgia nel 2001, un'altra rete contro la Slovenia sempre nello stesso anno e una tripletta contro il Lussemburgo nel 2002. Con la casacca della Romania ha disputato il campionato d'Europa 2000 in Belgio e Paesi Bassi e il campionato d'Europa 2008 in Austria e Svizzera.

### Allenatore
Il 17 settembre 2010, con il passaggio di Vladimir Petrović alla guida della nazionale serba in sostituzione di Radomir Antić, il Timișoara ha deciso di porlo alla guida della squadra, affidandogli il doppio incarico di giocatore e allenatore. Il 6 dicembre il consiglio direttivo lo solleva dall'incarico.
Il 23 luglio 2012 viene nominato tecnico del Fuenlabrada, nella seconda divisione spagnola. Il 29 ottobre si dimette dall'incarico per ritornare in patria, lascia il club spagnolo al quarto posto in campionato in zona play-off dopo aver totalizzato 4 vittorie, 1 pareggio e 3 sconfitte.
Il giorno seguente viene ufficializzato il suo approdo al Petrolul Ploiești, con cui firma un contratto di un anno e mezzo. Conclude il campionato al terzo posto ottendendo l'accesso al secondo turno dei preliminari dell'Europa League e vince la Coppa di Romania battendo in finale il Cluj per 1 a 0. Il secondo anno inizia subito con la sconfitta per 3 a 0 da parte della Steaua Bucarest nella finale nella Supercoppa di Romania. Nel secondo turno nei preliminari dell'Europa League batte il Víkingur Gøta per 3 a 0 all'andata e 4 a 0 il ritorno accedendo così al terzo turno dei preliminari dove elimina il Vitesse con il risultato di 1 a 1 all'andata e 2 a 1 al ritorno, ma viene eliminato nei play-off dal Swansea City con la sconfitta di 5 a 1 all'andata e la vittoria di 2 a 1 al ritorno. Lascia il club rumeno in semifinale nella Coppa di Romania e al secondo posto in campionato, con 45 punti a quattro punti dalla vetta, dopo aver totalizzato 12 vittorie, 9 pareggi e una sconfitta.
Il 10 marzo 2014 si dimette dalla guida del club rumeno per sedersi sulla panchina del Getafe facendo così ritorno al club spagnolo, ma questa volta nelle vesti di allenatore, firmando un contratto di due anni e mezzo e prendendo la squadra al quindicesimo posto, a un punto dalla zona retrocessione. Conclude il campionato spagnolo al tredicesimo posto. Il 5 gennaio 2015 dopo appena 17 partite in campionato con la squadra al sedicesimo posto dopo aver ottenuto 4 vittorie, 5 pareggi e 8 sconfitte e ai quarti di finale della Coppa di Spagna si dimette per trasferirsi al Guangzhou R&F, squadra che milita nella massima divisione cinese. Il 22 luglio, a seguito di vari risultati negativi e con l'eliminazione ai quarti di finale nella Coppa della Cina con la sconfitta per 2 a 1 contro lo Shanghai SIPG, viene esonerato, lasciando la squadra all'undicesimo posto con 21 punti e a 3 lunghezza dalla zona retrocessione, dopo aver ottenuto 5 vittorie, 6 pareggi e 9 sconfitte in campionato.
Il 15 giugno 2016 viene nominato tecnico dell'Alcorcón nella seconda divisione spagnola. Il 12 ottobre dopo appena 2 vittorie, 3 pareggi e 4 sconfitte viene esonerato.
Il 16 febbraio 2017 diventa allenatore del Dinamo Bucarest, firmando un contratto di 4 mesi con il club che attualmente si trova al sesto posto in campionato. Il 16 maggio con la squadra attualmente al terzo posto, valido per la qualificazione al terzo turno di preliminare dell'Europa League firma il rinnovo del contratto.
Il 17 settembre 2017 viene annunciato dalla federazione rumena come prossimo allenatore della Romania. Il giorno seguente di comune accordo rescinde il contratto con la Dinamo Bucarest. Il 22 settembre viene ufficializzata la sua nomina come nuovo tecnico della Romania, sostituendo Christoph Daum.

## Statistiche

### Presenze e reti nei club
| Stagione               | Squadra                | Campionato             | Campionato | Campionato | Coppe nazionali | Coppe nazionali | Coppe nazionali | Coppe continentali | Coppe continentali | Coppe continentali | Altre coppe | Altre coppe | Altre coppe | Totale | Totale |
| Stagione               | Squadra                | Comp                   | Pres       | Reti       | Comp            | Pres            | Reti            | Comp               | Pres               | Reti               | Comp        | Pres        | Reti        | Pres   | Reti   |
| ---------------------- | ---------------------- | ---------------------- | ---------- | ---------- | --------------- | --------------- | --------------- | ------------------ | ------------------ | ------------------ | ----------- | ----------- | ----------- | ------ | ------ |
| 1993-1994              | Poli Timișoara         | Liga I                 | 12         | 0          | CR              | -               | -               | -                  | -                  | -                  | -           | -           | -           | 12     | 0      |
| 1994-1995              | Poli Timișoara         | Liga II                | 28         | 1          | CR              | -               | -               | -                  | -                  | -                  | -           | -           | -           | 28     | 1      |
| 1995-1996              | Poli Timișoara         | Liga I                 | 11         | 0          | CR              | -               | -               | -                  | -                  | -                  | -           | -           | -           | 11     | 0      |
| 1995-1996              | Dinamo Bucarest        | Liga I                 | 12         | 1          | CR              | -               | -               | -                  | -                  | -                  | -           | -           | -           | 12     | 1      |
| 1996-1997              | Dinamo Bucarest        | Liga I                 | 32         | 2          | CR              | -               | -               | CU                 | -                  | -                  | -           | -           | -           | 32     | 2      |
| 1997-1998              | Dinamo Bucarest        | Liga I                 | 28         | 3          | CR              | -               | -               | CU                 | -                  | -                  | -           | -           | -           | 28     | 3      |
| 1998-1999              | Dinamo Bucarest        | Liga I                 | 29         | 2          | CR              | -               | -               | CU                 | -                  | -                  | -           | -           | -           | 29     | 2      |
| Totale Dinamo Bucarest | Totale Dinamo Bucarest | Totale Dinamo Bucarest | 100        | 8          |                 | 0               | 0               |                    | 0                  | 0                  |             |             |             | 100    | 8      |
| 1999-2000              | Alavés                 | PD                     | 33         | 2          | CR              | 3               | 0               | -                  | -                  | -                  | -           | -           | -           | 36     | 2      |
| 2000-2001              | Alavés                 | PD                     | 33         | 3          | CR              | 0               | 0               | CU                 | 11                 | 3                  | -           | -           | -           | 44     | 4      |
| Totale Alavés          | Totale Alavés          | Totale Alavés          | 66         | 5          |                 | 3               | 0               |                    | 11                 | 3                  |             |             |             | 80     | 8      |
| 2001-2002              | Milan                  | A                      | 29         | 3          | CI              | 4               | 0               | CU                 | 10                 | 1                  | -           | -           | -           | 43     | 4      |
| ago. 2002              | Milan                  | A                      | 0          | 0          | CI              | 0               | 0               | UCL                | 1                  | 0                  | -           | -           | -           | 1      | 0      |
| Totale Milan           | Totale Milan           | Totale Milan           | 29         | 3          |                 | 4               | 0               |                    | 11                 | 1                  |             |             |             | 44     | 4      |
| 2002-2003              | Atlético Madrid        | PD                     | 31         | 0          | CR              | 0               | 0               | -                  | -                  | -                  | -           | -           | -           | 31     | 0      |
| 2003-2004              | Atlético Madrid        | PD                     | 3          | 0          | CR              | 0               | 0               | -                  | -                  | -                  | -           | -           | -           | 3      | 0      |
| lug-ago. 2004          | Atlético Madrid        | PD                     | 0          | 0          | CR              | 0               | 0               | Int                | 3                  | 0                  | -           | -           | -           | 3      | 0      |
| Totale Atlético Madrid | Totale Atlético Madrid | Totale Atlético Madrid | 34         | 0          |                 | 0               | 0               |                    | 3                  | 0                  |             |             |             | 37     | 0      |
| 2004-gen. 2005         | West Bromwich          | PL                     | 5          | 0          | FACup+CdL       | -               | -               | -                  | -                  | -                  | -           | -           | -           | 5      | 0      |
| gen.-giu. 2005         | Poli Timișoara         | Liga I                 | 14         | 0          | CR              | -               | -               | -                  | -                  | -                  | -           | -           | -           | 14     | 0      |
| 2005-2006              | Getafe                 | PD                     | 24         | 0          | CR              | 0               | 0               | -                  | -                  | -                  | -           | -           | -           | 24     | 0      |
| 2006-2007              | Getafe                 | PD                     | 21         | 0          | CR              | 2               | 0               | -                  | -                  | -                  | -           | -           | -           | 23     | 0      |
| 2007-2008              | Getafe                 | PD                     | 13         | 1          | CR              | 7               | 0               | CU                 | 9                  | 3                  | -           | -           | -           | 29     | 4      |
| 2008-2009              | Getafe                 | PD                     | 27         | 2          | CR              | 2               | 0               | -                  | -                  | -                  | -           | -           | -           | 29     | 2      |
| 2009-gen. 2010         | Getafe                 | PD                     | 3          | 0          | CR              | 2               | 0               | -                  | -                  | -                  | -           | -           | -           | 5      | 0      |
| Totale Getafe          | Totale Getafe          | Totale Getafe          | 87         | 3          |                 | 13              | 0               |                    | 9                  | 3                  |             |             |             | 110    | 6      |
| gen.-giu. 2010         | Poli Timișoara         | Liga I                 | 13         | 3          | CR              | 0               | 0               | UCL+UEL            | 0+0                | 0                  | -           | -           | -           | 13     | 3      |
| 2010-2011              | Poli Timișoara         | Liga I                 | 9          | 1          | CR              | 1               | 0               | UEL                | 4                  | 0                  | -           | -           | -           | 10     | 1      |
| Totale Poli Timișoara  | Totale Poli Timișoara  | Totale Poli Timișoara  | 87         | 5          |                 | 1               | 0               |                    | 4                  | 0                  |             |             |             | 91     | 5      |

### Cronologia presenze e reti in nazionale
| Cronologia completa delle presenze e delle reti in nazionale ― Romania | Cronologia completa delle presenze e delle reti in nazionale ― Romania | Cronologia completa delle presenze e delle reti in nazionale ― Romania | Cronologia completa delle presenze e delle reti in nazionale ― Romania | Cronologia completa delle presenze e delle reti in nazionale ― Romania | Cronologia completa delle presenze e delle reti in nazionale ― Romania | Cronologia completa delle presenze e delle reti in nazionale ― Romania | Cronologia completa delle presenze e delle reti in nazionale ― Romania |
| Data                                                                   | Città                                                                  | In casa                                                                | Risultato                                                              | Ospiti                                                                 | Competizione                                                           | Reti                                                                   | Note                                                                   |
| ---------------------------------------------------------------------- | ---------------------------------------------------------------------- | ---------------------------------------------------------------------- | ---------------------------------------------------------------------- | ---------------------------------------------------------------------- | ---------------------------------------------------------------------- | ---------------------------------------------------------------------- | ---------------------------------------------------------------------- |
| 24-4-1996                                                              | Bucarest                                                               | Romania                                                                | 5 – 0                                                                  | Georgia                                                                | Amichevole                                                             | -                                                                      | 65’                                                                    |
| 14-8-1996                                                              | Bucarest                                                               | Romania                                                                | 2 – 0                                                                  | Israele                                                                | Amichevole                                                             | -                                                                      | 87’                                                                    |
| 18-9-1996                                                              | Bucarest                                                               | Romania                                                                | 1 – 2                                                                  | Emirati Arabi Uniti                                                    | Amichevole                                                             | -                                                                      | 68’                                                                    |
| 2-9-1998                                                               | Bucarest                                                               | Romania                                                                | 7 – 0                                                                  | Liechtenstein                                                          | Qual. Euro 2000                                                        | -                                                                      |                                                                        |
| 10-10-1998                                                             | Porto                                                                  | Portogallo                                                             | 0 – 1                                                                  | Romania                                                                | Qual. Euro 2000                                                        | -                                                                      | 83’                                                                    |
| 3-3-1999                                                               | Bucarest                                                               | Romania                                                                | 2 – 0                                                                  | Estonia                                                                | Amichevole                                                             | -                                                                      |                                                                        |
| 10-3-1999                                                              | Bucarest                                                               | Romania                                                                | 0 – 2                                                                  | Israele                                                                | Amichevole                                                             | -                                                                      |                                                                        |
| 31-3-1999                                                              | Baku                                                                   | Azerbaigian                                                            | 0 – 1                                                                  | Romania                                                                | Qual. Euro 2000                                                        | -                                                                      |                                                                        |
| 28-4-1999                                                              | Bucarest                                                               | Romania                                                                | 1 – 0                                                                  | Belgio                                                                 | Amichevole                                                             | -                                                                      |                                                                        |
| 29-3-2000                                                              | Atene                                                                  | Grecia                                                                 | 2 – 0                                                                  | Romania                                                                | Amichevole                                                             | -                                                                      |                                                                        |
| 26-4-2000                                                              | Costanza                                                               | Romania                                                                | 2 – 0                                                                  | Cipro                                                                  | Amichevole                                                             | -                                                                      |                                                                        |
| 27-5-2000                                                              | Amsterdam                                                              | Paesi Bassi                                                            | 2 – 1                                                                  | Romania                                                                | Amichevole                                                             | -                                                                      | 58’                                                                    |
| 12-6-2000                                                              | Liegi                                                                  | Germania                                                               | 1 – 1                                                                  | Romania                                                                | Euro 2000 - 1º turno                                                   | -                                                                      | 69’                                                                    |
| 17-6-2000                                                              | Arnhem                                                                 | Romania                                                                | 0 – 1                                                                  | Portogallo                                                             | Euro 2000 - 1º turno                                                   | -                                                                      | 27’                                                                    |
| 20-6-2000                                                              | Charleroi                                                              | Inghilterra                                                            | 2 – 3                                                                  | Romania                                                                | Euro 2000 - 1º Turno                                                   | -                                                                      | 44’                                                                    |
| 16-8-2000                                                              | Bucarest                                                               | Romania                                                                | 1 – 1                                                                  | Polonia                                                                | Amichevole                                                             | -                                                                      | 69’                                                                    |
| 3-9-2000                                                               | Bucarest                                                               | Romania                                                                | 1 – 0                                                                  | Lituania                                                               | Qual. Mondiali 2002                                                    | -                                                                      | 59’                                                                    |
| 7-10-2000                                                              | Milano                                                                 | Italia                                                                 | 3 – 0                                                                  | Romania                                                                | Qual. Mondiali 2002                                                    | -                                                                      | 46’                                                                    |
| 15-11-2000                                                             | Bucarest                                                               | Romania                                                                | 2 – 1                                                                  | Jugoslavia                                                             | Amichevole                                                             | -                                                                      | 64’                                                                    |
| 28-2-2001                                                              | Nicosia                                                                | Romania                                                                | 3 – 0                                                                  | Lituania                                                               | Torneo di Cipro 2001 - Finale                                          | -                                                                      |                                                                        |
| 24-3-2001                                                              | Bucarest                                                               | Romania                                                                | 0 – 2                                                                  | Italia                                                                 | Qual. Mondiali 2002                                                    | -                                                                      |                                                                        |
| 28-3-2001                                                              | Tbilisi                                                                | Georgia                                                                | 0 – 2                                                                  | Romania                                                                | Qual. Mondiali 2002                                                    | 1                                                                      |                                                                        |
| 25-4-2001                                                              | Ploiești                                                               | Romania                                                                | 0 – 0                                                                  | Slovacchia                                                             | Amichevole                                                             | -                                                                      | cap.                                                                   |
| 2-6-2001                                                               | Bucarest                                                               | Romania                                                                | 2 – 0                                                                  | Ungheria                                                               | Qual. Mondiali 2002                                                    | -                                                                      | 67’                                                                    |
| 6-6-2001                                                               | Kaunas                                                                 | Lituania                                                               | 1 – 2                                                                  | Romania                                                                | Qual. Mondiali 2002                                                    | -                                                                      | 53’                                                                    |
| 15-8-2001                                                              | Lubiana                                                                | Slovenia                                                               | 2 – 2                                                                  | Romania                                                                | Amichevole                                                             | -                                                                      | 66’                                                                    |
| 5-9-2001                                                               | Budapest                                                               | Ungheria                                                               | 0 – 2                                                                  | Romania                                                                | Qual. Mondiali 2002                                                    | -                                                                      | 6’                                                                     |
| 10-11-2001                                                             | Lubiana                                                                | Slovenia                                                               | 2 – 1                                                                  | Romania                                                                | Qual. Mondiali 2002                                                    | -                                                                      |                                                                        |
| 14-11-2001                                                             | Bucarest                                                               | Romania                                                                | 1 – 1                                                                  | Slovenia                                                               | Qual. Mondiali 2002                                                    | 1                                                                      |                                                                        |
| 13-2-2002                                                              | Saint-Denis                                                            | Francia                                                                | 2 – 1                                                                  | Romania                                                                | Amichevole                                                             | -                                                                      | 86’                                                                    |
| 27-3-2002                                                              | Costanza                                                               | Romania                                                                | 4 – 1                                                                  | Ucraina                                                                | Amichevole                                                             | -                                                                      |                                                                        |
| 21-8-2002                                                              | Costanza                                                               | Romania                                                                | 0 – 1                                                                  | Grecia                                                                 | Amichevole                                                             | -                                                                      | 84’                                                                    |
| 7-9-2002                                                               | Sarajevo                                                               | Bosnia ed Erzegovina                                                   | 0 – 3                                                                  | Romania                                                                | Qual. Euro 2004                                                        | -                                                                      |                                                                        |
| 12-10-2002                                                             | Bucarest                                                               | Romania                                                                | 0 – 1                                                                  | Norvegia                                                               | Qual. Euro 2004                                                        | -                                                                      |                                                                        |
| 16-10-2002                                                             | Lussemburgo                                                            | Lussemburgo                                                            | 0 – 7                                                                  | Romania                                                                | Qual. Euro 2004                                                        | 3                                                                      |                                                                        |
| 20-11-2002                                                             | Timișoara                                                              | Romania                                                                | 0 – 1                                                                  | Croazia                                                                | Amichevole                                                             | -                                                                      | 72’                                                                    |
| 12-2-2003                                                              | Larnaca                                                                | Romania                                                                | 2 – 1                                                                  | Slovacchia                                                             | Torneo di Cipro 2003 - Semifinale                                      | -                                                                      | 22’ 90+1’                                                              |
| 29-3-2003                                                              | Bucarest                                                               | Romania                                                                | 2 – 5                                                                  | Danimarca                                                              | Qual. Euro 2004                                                        | -                                                                      | 70’                                                                    |
| 30-4-2003                                                              | Kaunas                                                                 | Lituania                                                               | 0 – 1                                                                  | Romania                                                                | Amichevole                                                             | -                                                                      | 3’ 61’                                                                 |
| 7-6-2003                                                               | Craiova                                                                | Romania                                                                | 2 – 0                                                                  | Bosnia ed Erzegovina                                                   | Qual. Euro 2004                                                        | -                                                                      |                                                                        |
| 11-6-2003                                                              | Oslo                                                                   | Norvegia                                                               | 1 – 1                                                                  | Romania                                                                | Qual. Euro 2004                                                        | -                                                                      | 24’                                                                    |
| 18-2-2004                                                              | Larnaca                                                                | Romania                                                                | 3 – 0                                                                  | Georgia                                                                | Torneo di Cipro 2004 - Quarti di finale                                | -                                                                      | 46’ 85’                                                                |
| 28-4-2004                                                              | Bucarest                                                               | Romania                                                                | 5 – 1                                                                  | Germania                                                               | Amichevole                                                             | -                                                                      | 77’                                                                    |
| 30-3-2005                                                              | Skopje                                                                 | Macedonia                                                              | 1 – 2                                                                  | Romania                                                                | Qual. Mondiali 2006                                                    | -                                                                      |                                                                        |
| 24-5-2005                                                              | Bacău                                                                  | Romania                                                                | 2 – 0                                                                  | Moldavia                                                               | Amichevole                                                             | -                                                                      |                                                                        |
| 4-6-2005                                                               | Rotterdam                                                              | Paesi Bassi                                                            | 2 – 0                                                                  | Romania                                                                | Qual. Mondiali 2006                                                    | -                                                                      | 24’                                                                    |
| 8-6-2005                                                               | Costanza                                                               | Romania                                                                | 3 – 0                                                                  | Armenia                                                                | Qual. Mondiali 2006                                                    | -                                                                      | 66’                                                                    |
| 17-8-2005                                                              | Costanza                                                               | Romania                                                                | 2 – 0                                                                  | Andorra                                                                | Qual. Mondiali 2006                                                    | -                                                                      |                                                                        |
| 3-9-2005                                                               | Costanza                                                               | Romania                                                                | 2 – 0                                                                  | Rep. Ceca                                                              | Qual. Mondiali 2006                                                    | -                                                                      |                                                                        |
| 8-10-2005                                                              | Helsinki                                                               | Finlandia                                                              | 0 – 1                                                                  | Romania                                                                | Qual. Mondiali 2006                                                    | -                                                                      | 54’                                                                    |
| 1-3-2006                                                               | Larnaca                                                                | Romania                                                                | 2 – 0                                                                  | Slovenia                                                               | Amichevole                                                             | -                                                                      | 88’                                                                    |
| 24-5-2006                                                              | Los Angeles                                                            | Uruguay                                                                | 2 – 0                                                                  | Romania                                                                | Amichevole                                                             | -                                                                      |                                                                        |
| 27-5-2006                                                              | Chicago                                                                | Colombia                                                               | 0 – 0                                                                  | Romania                                                                | Amichevole                                                             | -                                                                      | cap. 45’ 76’                                                           |
| 16-8-2006                                                              | Costanza                                                               | Romania                                                                | 2 – 0                                                                  | Cipro                                                                  | Amichevole                                                             | -                                                                      | 56’                                                                    |
| 2-9-2006                                                               | Costanza                                                               | Romania                                                                | 2 – 2                                                                  | Bulgaria                                                               | Qual. Euro 2008                                                        | -                                                                      | 23’                                                                    |
| 6-9-2006                                                               | Tirana                                                                 | Albania                                                                | 0 – 2                                                                  | Romania                                                                | Qual. Euro 2008                                                        | -                                                                      | 70’                                                                    |
| 7-2-2007                                                               | Bucarest                                                               | Romania                                                                | 2 – 0                                                                  | Moldavia                                                               | Amichevole                                                             | -                                                                      |                                                                        |
| 24-3-2007                                                              | Rotterdam                                                              | Paesi Bassi                                                            | 0 – 0                                                                  | Romania                                                                | Qual. Euro 2008                                                        | -                                                                      |                                                                        |
| 28-3-2007                                                              | Piatra Neamț                                                           | Romania                                                                | 3 – 0                                                                  | Lussemburgo                                                            | Qual. Euro 2008                                                        | 1                                                                      |                                                                        |
| 2-6-2007                                                               | Celje                                                                  | Slovenia                                                               | 1 – 2                                                                  | Romania                                                                | Qual. Euro 2008                                                        | -                                                                      |                                                                        |
| 6-6-2007                                                               | Timișoara                                                              | Romania                                                                | 2 – 0                                                                  | Slovenia                                                               | Qual. Euro 2008                                                        | 1                                                                      | 28’                                                                    |
| 6-2-2008                                                               | Tel Aviv                                                               | Israele                                                                | 1 – 0                                                                  | Romania                                                                | Amichevole                                                             | -                                                                      | 87’                                                                    |
| 26-3-2008                                                              | Bucarest                                                               | Romania                                                                | 3 – 0                                                                  | Russia                                                                 | Amichevole                                                             | -                                                                      | 71’                                                                    |
| 31-5-2008                                                              | Bucarest                                                               | Romania                                                                | 4 – 0                                                                  | Montenegro                                                             | Amichevole                                                             | -                                                                      | 44’ 57’                                                                |
| 9-6-2008                                                               | Zurigo                                                                 | Romania                                                                | 0 – 0                                                                  | Francia                                                                | Euro 2008 - 1º turno                                                   | -                                                                      | 40’                                                                    |
| 13-6-2008                                                              | Zurigo                                                                 | Italia                                                                 | 1 – 1                                                                  | Romania                                                                | Euro 2008 - 1º turno                                                   | -                                                                      |                                                                        |
| 17-6-2008                                                              | Berna                                                                  | Paesi Bassi                                                            | 2 – 0                                                                  | Romania                                                                | Euro 2008 - 1º turno                                                   | -                                                                      |                                                                        |
| 20-8-2008                                                              | Costanza                                                               | Romania                                                                | 1 – 0                                                                  | Lettonia                                                               | Amichevole                                                             | -                                                                      | cap. 46’                                                               |
| 6-9-2008                                                               | Cluj-Napoca                                                            | Romania                                                                | 0 – 3                                                                  | Lituania                                                               | Qual. Mondiali 2010                                                    | -                                                                      | cap.                                                                   |
| 10-9-2008                                                              | Tórshavn                                                               | Fær Øer                                                                | 0 – 1                                                                  | Romania                                                                | Qual. Mondiali 2010                                                    | -                                                                      | cap.                                                                   |
| 11-2-2009                                                              | Bucarest                                                               | Romania                                                                | 1 – 2                                                                  | Croazia                                                                | Amichevole                                                             | -                                                                      | cap. 46’                                                               |
| 28-3-2009                                                              | Costanza                                                               | Romania                                                                | 2 – 3                                                                  | Serbia                                                                 | Qual. Mondiali 2010                                                    | -                                                                      |                                                                        |
| 1-4-2009                                                               | Klagenfurt                                                             | Austria                                                                | 2 – 1                                                                  | Romania                                                                | Qual. Mondiali 2010                                                    | -                                                                      | cap.                                                                   |
| 3-9-2010                                                               | Piatra Neamț                                                           | Romania                                                                | 1 – 1                                                                  | Albania                                                                | Qual. Euro 2012                                                        | -                                                                      | 56’                                                                    |
| Totale                                                                 |                                                                        | Presenze                                                               | 74                                                                     |                                                                        | Reti                                                                   | 7                                                                      |                                                                        |

### Statistiche da allenatore
Statistiche aggiornate all'8 novembre 2023. In grassetto le competizioni vinte.
| Stagione               | Squadra                | Campionato             | Campionato | Campionato | Campionato | Campionato | Coppe nazionali | Coppe nazionali | Coppe nazionali | Coppe nazionali | Coppe nazionali | Coppe continentali | Coppe continentali | Coppe continentali | Coppe continentali | Coppe continentali | Altre coppe | Altre coppe | Altre coppe | Altre coppe | Altre coppe | Totale | Totale | Totale | Totale | % Vittorie | Piazzamento  |
| Stagione               | Squadra                | Comp                   | G          | V          | N          | P          | Comp            | G               | V               | N               | P               | Comp               | G                  | V                  | N                  | P                  | Comp        | G           | V           | N           | P           | G      | V      | N      | P      | %          | Piazzamento  |
| ---------------------- | ---------------------- | ---------------------- | ---------- | ---------- | ---------- | ---------- | --------------- | --------------- | --------------- | --------------- | --------------- | ------------------ | ------------------ | ------------------ | ------------------ | ------------------ | ----------- | ----------- | ----------- | ----------- | ----------- | ------ | ------ | ------ | ------ | ---------- | ------------ |
| sett.-dic. 2010        | Timișoara              | Liga I                 | 11         | 5          | 5          | 1          | CR              | 3               | 1               | 1               | 1               | -                  | -                  | -                  | -                  | -                  | -           | -           | -           | -           | -           | 14     | 6      | 6      | 2      | 42,86      | Sub, Eson    |
| lug.-ott. 2012         | Fuenlabrada            | SDB                    | 10         | 5          | 3          | 2          | CR              | 1               | 0               | 0               | 1               | -                  | -                  | -                  | -                  | -                  | -           | -           | -           | -           | -           | 11     | 5      | 3      | 3      | 45,45      | Dim          |
| ott. 2012-2013         | Petrolul Ploiești      | Liga I                 | 21         | 10         | 10         | 1          | CR              | 4               | 3               | 0               | 1               | -                  | -                  | -                  | -                  | -                  | -           | -           | -           | -           | -           | 25     | 13     | 10     | 2      | 52,00      | Sub, 3°      |
| 2013-mar. 2014         | Petrolul Ploiești      | Liga I                 | 22         | 12         | 9          | 1          | CR              | 3               | 3               | 0               | 0               | UEL                | 6                  | 4                  | 1                  | 1                  | SR          | 1           | 0           | 0           | 1           | 32     | 19     | 10     | 3      | 59,38      | Dim          |
| Totale Petrolul        | Totale Petrolul        | Totale Petrolul        | 43         | 22         | 19         | 2          |                 | 7               | 6               | 0               | 1               |                    | 6                  | 4                  | 1                  | 1                  |             | 1           | 0           | 0           | 1           | 57     | 32     | 20     | 5      | 56,14      |              |
| mar.-mag. 2014         | Getafe                 | PD                     | 11         | 4          | 3          | 4          | CR              | 0               | 0               | 0               | 0               | -                  | -                  | -                  | -                  | -                  | -           | -           | -           | -           | -           | 11     | 4      | 3      | 4      | 36,36      | Sub, 13°     |
| 2014-gen. 2015         | Getafe                 | PD                     | 16         | 4          | 4          | 8          | CR              | 2               | 2               | 0               | 0               | -                  | -                  | -                  | -                  | -                  | -           | -           | -           | -           | -           | 18     | 6      | 4      | 8      | 33,33      | Dim          |
| Totale Getafe          | Totale Getafe          | Totale Getafe          | 27         | 8          | 7          | 12         |                 | 2               | 2               | 0               | 0               |                    | -                  | -                  | -                  | -                  |             | -           | -           | -           | -           | 29     | 10     | 7      | 12     | 34,48      |              |
| 2015                   | Guangzhou R&F          | CSL                    | 20         | 5          | 6          | 9          | CC              | 2               | 1               | 0               | 1               | ACL                | 8                  | 3                  | 1                  | 4                  | -           | -           | -           | -           | -           | 30     | 9      | 7      | 14     | 30,00      | Eson         |
| ago.-ott. 2016         | Alcorcón               | SD                     | 9          | 2          | 3          | 4          | CR              | 2               | 2               | 0               | 0               | -                  | -                  | -                  | -                  | -                  | -           | -           | -           | -           | -           | 11     | 4      | 3      | 4      | 36,36      | Eson         |
| feb.-mag. 2017         | Dinamo Bucarest        | Liga I                 | 13         | 8          | 4          | 1          | CR+CdL          | 1+2             | 0+2             | 0+1             | 0+0             | -                  | -                  | -                  | -                  | -                  | -           | -           | -           | -           | -           | 16     | 10     | 5      | 1      | 62,50      | Sub, 3°      |
| lug.-set. 2017         | Dinamo Bucarest        | Liga I                 | 10         | 5          | 1          | 4          | CR+CdL          | 0+0             | 0+0             | 0+0             | 0+0             | UEL                | 2                  | 0                  | 1                  | 1                  | -           | -           | -           | -           | -           | 12     | 5      | 2      | 5      | 41,67      | Dim          |
| ago.-nov. 2020         | Dinamo Bucarest        | Liga I                 | 10         | 2          | 2          | 6          | CR              | 1               | 1               | 0               | 0               | -                  | -                  | -                  | -                  | -                  | -           | -           | -           | -           | -           | 11     | 3      | 2      | 6      | 27,27      | Sub, Dimiss. |
| Totale Dinamo Bucarest | Totale Dinamo Bucarest | Totale Dinamo Bucarest | 33         | 15         | 7          | 11         |                 | 4               | 3               | 1               | 0               |                    | 2                  | 0                  | 1                  | 1                  |             | -           | -           | -           | -           | 39     | 18     | 9      | 12     | 46,15      |              |
| sett. 2021-2022        | Al-Ittihad             | SPL                    | 27         | 18         | 5          | 4          | KC              | 3               | 2               | 0               | 1               | -                  | -                  | -                  | -                  | -                  | -           | -           | -           | -           | -           | 30     | 20     | 5      | 5      | 66,67      | Sub., 2º     |
| mar.-giu. 2023         | Damac                  | SPL                    | 11         | 4          | 2          | 5          | KC              | -               | -               | -               | -               | -                  | -                  | -                  | -                  | -                  | -           | -           | -           | -           | -           | 11     | 4      | 2      | 5      | 36,36      | Sub., 8º     |
| 2023-2024              | Damac                  | SPL                    | 34         | 10         | 11         | 13         | KC              | 2               | 1               | 1               | 0               | -                  | -                  | -                  | -                  | -                  | -           | -           | -           | -           | -           | 36     | 11     | 12     | 13     | 30,56      | 10º          |
| 2024-2025              | Damac                  | SPL                    | 13         | 4          | 3          | 6          | KC              | 1               | 0               | 0               | 1               | -                  | -                  | -                  | -                  | -                  | -           | -           | -           | -           | -           | 14     | 4      | 3      | 7      | 28,57      | Esonn        |
| Totale Damac           | Totale Damac           | Totale Damac           | 58         | 18         | 16         | 24         |                 | 3               | 1               | 1               | 1               |                    | -                  | -                  | -                  | -                  |             | -           | -           | -           | -           | 61     | 19     | 17     | 25     | 31,15      |              |
| Totale carriera        | Totale carriera        | Totale carriera        | 238        | 98         | 71         | 69         |                 | 27              | 18              | 3               | 6               |                    | 16                 | 7                  | 3                  | 6                  |             | 1           | 0           | 0           | 1           | 282    | 123    | 77     | 82     | 43,62      |              |

## Palmarès

### Giocatore

#### Individuale
- Calciatore rumeno dell'anno: 1

2001
- Squadra dell'anno UEFA: 1

2001

### Allenatore

#### Club
- Coppa di Romania: 1

Petrolul Ploiești: 2012-13
- Coppa di lega rumena: 1

Dinamo Bucarest: 2016-17